# Dryopteris podosora
Dryopteris podosora là một loài dương xỉ trong họ Dryopteridaceae. Loài này được W.H.Wagner mô tả khoa học đầu tiên năm 1995.
Danh pháp khoa học của loài này chưa được làm sáng tỏ. 